# セスワ
セスワ(Seswaa)は、牛肉またはヤギ肉から作るボツワナの伝統的な料理である。残り物の肉か、首、脚、背中等の硬い肉を用いる。通常、葬式、結婚式等の式典や独立記念等の国のイベントの際に作られる。肉が柔らかくなるまで鍋で茹でて、「ちょうど十分な量の食塩」を加え、叩いてバラバラにする。パップ（トウモロコシ）、スタンパ（トウモロコシの粥）、マベレ（モロコシ）等の主食とともに食べる。

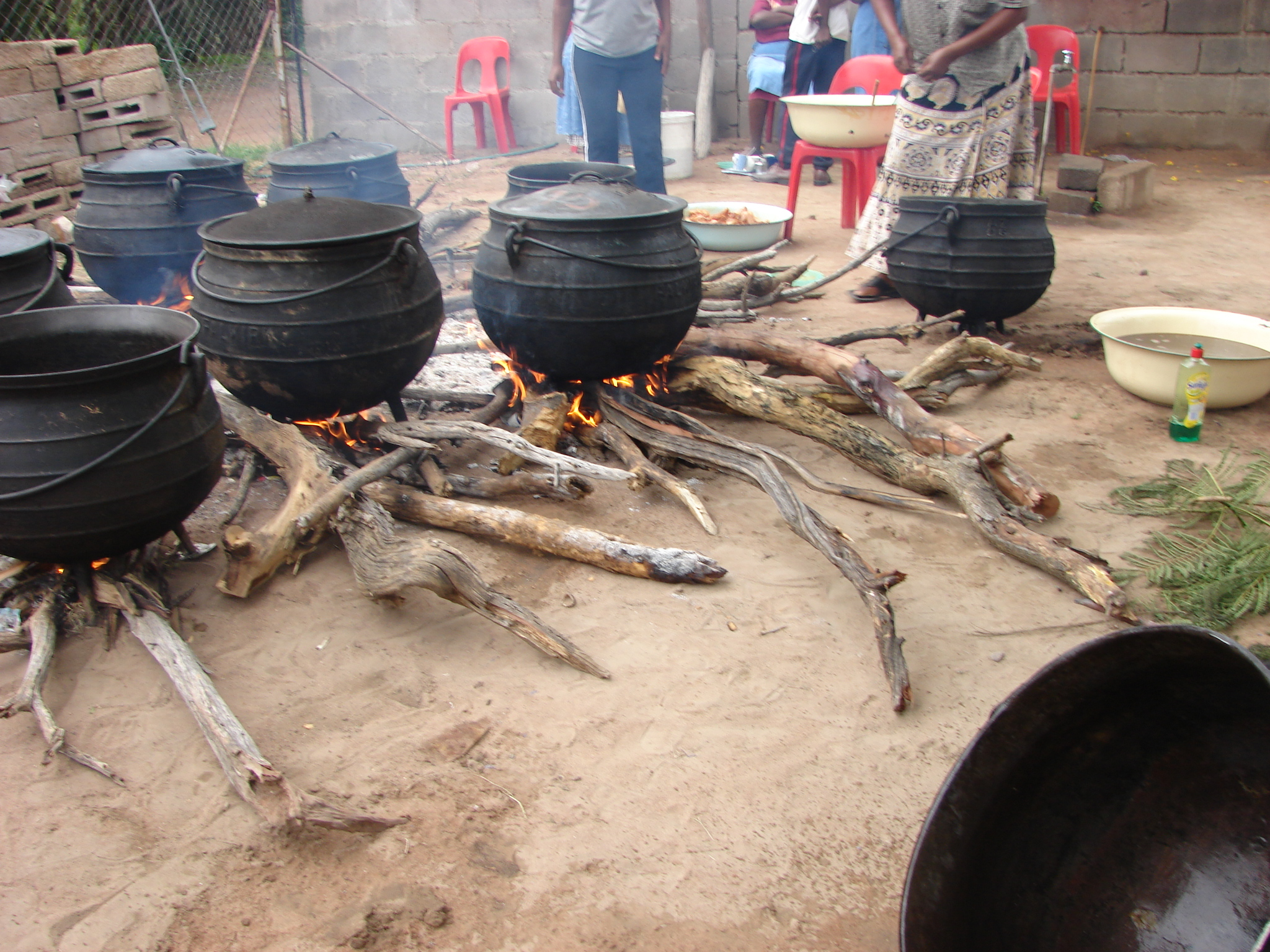
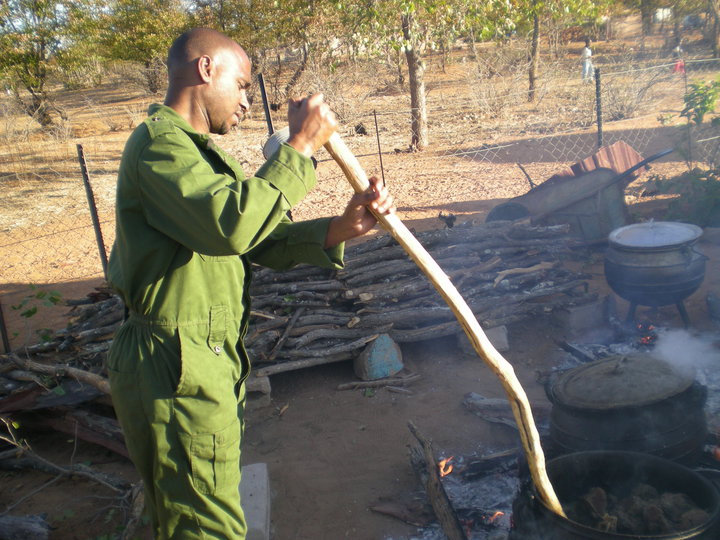
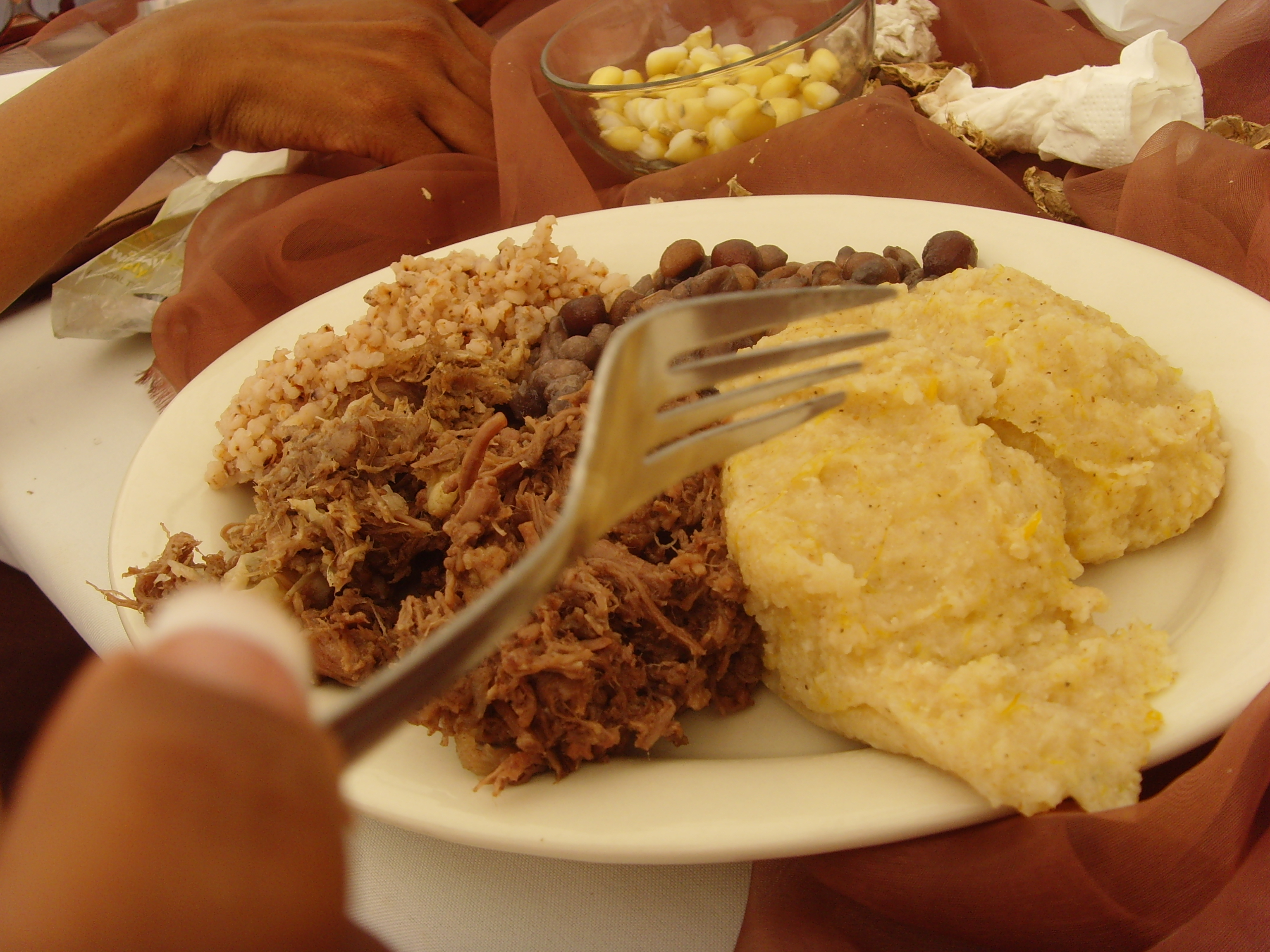